# Armstrong Whitworth Atlas
Armstrong Whitworth Atlas là một loại máy bay hai tầng cánh của Anh, do hãng Armstrong Whitworth Aircraft thiết kế và chế tạo. Nó được Không quân Hoàng gia (RAF) sử dụng phối hợp tác chiến với lục quân vào thập niên 1920 và 1930. Đây là kiểu máy bay được thiết kế đa dụng đầu tiên trang bị cho RAF.

## Biến thể

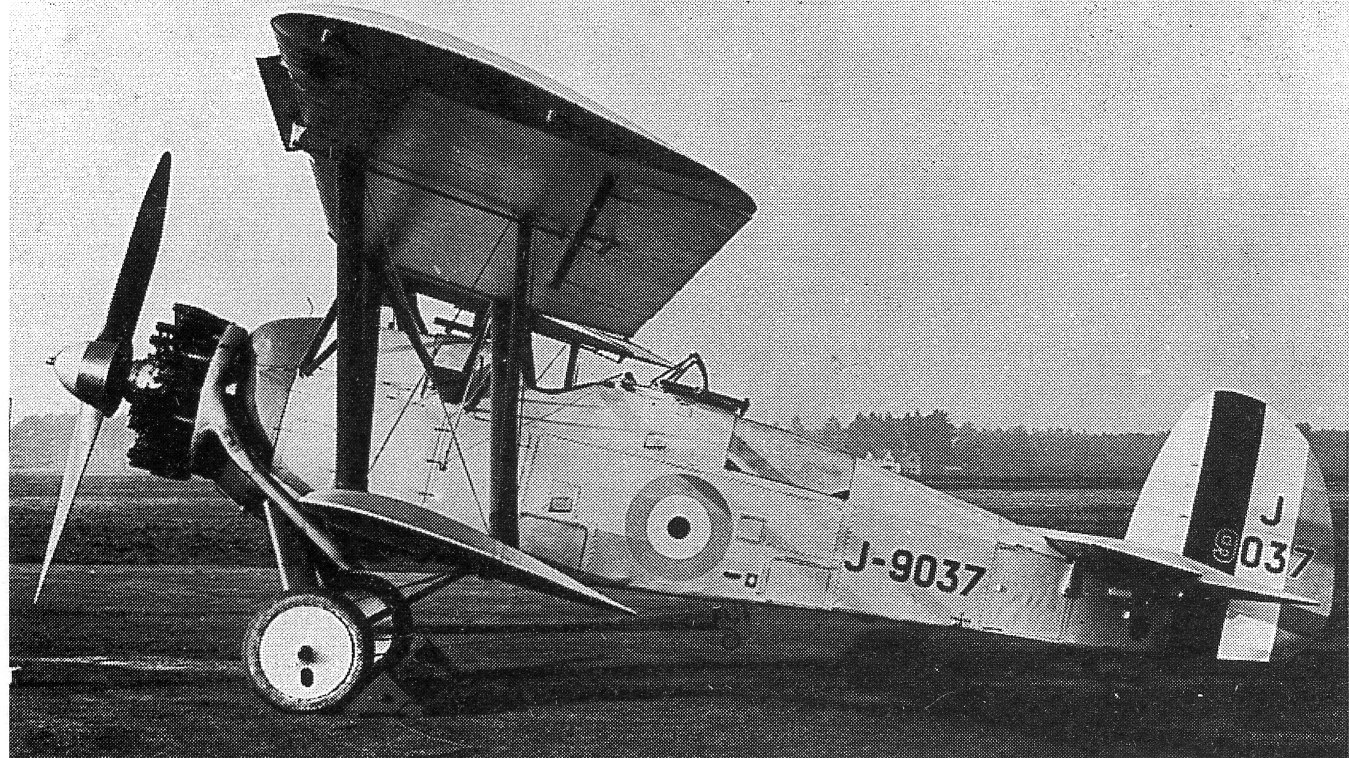
Armstrong Whitworth Aries

- Atlas I Máy bay phối hợp tác chiến với lục quân - 271 chiếc cho RAF.
- Atlas Trainer Phiên bản huấn luyện của Atlas I - 175 chiếc.
- Atlas II Phiên bản cải tiến, lắp động cơ 525 hp (391 kW) Armstrong Siddeley Panther. Bị từ chối do RAF ủng hộ Audax. 15 built for Kwangsi Air Force, China.
- Ajax có vài điểm khác biệt với Atlas I - 4 chiếc cho RAF.
- Aries phiên bản cải tiến của Atlas I, 1 chiếc
- EAF Atlas Phiên bản chi phi thấp của Hy Lạp - 10 chiếc do EAF (KEA) chế tạo sau năm 1931.[1]

## Quốc gia sử dụng

### Quân sự
Canada
- Không quân Hoàng gia Canada

 Trung Quốc
- Không quân Quảng Tây

 Đài Loan
- Không quân Cộng hòa Trung Hoa

 Ai Cập
 Greece
- Không quân Hy Lạp
- Hải quân Hy Lạp

 Nhật Bản
 Anh Quốc
- Không quân Hoàng gia

### Dân sự
Anh Quốc

## Tính năng kỹ chiến thuật (Atlas I)
Dữ liệu lấy từ The British Bomber since 1914.
Đặc điểm tổng quát
- Tổ lái: 2
- Chiều dài: 28 ft 6½ in ()
- Sải cánh: 39 ft 6½ in ()
- Chiều cao: 10 ft 6 in ()
- Diện tích cánh: 391 ft² ()
- Kết cấu dạng cánh: RAF 28
- Trọng lượng rỗng: 2.550 lb (1.160 kg)
- Trọng lượng có tải: 4.020 lb (1.827 kg)
- Động cơ: 1 × Armstrong Siddeley Jaguar IVC, 450 hp (336 kW)

 Hiệu suất bay 
- Vận tốc cực đại: 123 kn (142 mph, 229 km/h)
- Tầm bay: 348 nmi (400 mi, 644 km)
- Trần bay: 16.800 ft (5.120 m)
- Lên độ cao 5.000 ft (1.500 m): 5 phút 30 giây
- Thời gian bay: 3 giờ 25 phút

Trang bị vũ khí

- Súng: 1 × Súng máy Vickers.303 in (7.7 mm) và 1 × súng máy Lewis.303 in (7.7 mm)
- Bom: 4 quả bom 112 lb (51 kg)